# Vörössávos pontylazac
A vörössávos pontylazac vagy izzófényű pontylazac (Hemigrammus erythrozonus) a sugarasúszójú halak (Actinopterygii) osztályának pontylazacalakúak (Characiformes) rendjébe, ezen belül a pontylazacfélék (Characidae) családjába tartozó faj.

## Előfordulása
Dél-Amerikában Guyana területén lévő folyókban őshonos.

## Megjelenése
Testhossza 3-4 centiméter. A hím kisebb és karcsúbb, mint a nőstény és az áttetsző úszóhólyag sem egyforma a két nemnél. A meglehetősen hosszúra nyúlt hátvonala néha erősebben ívelt, mint a hasvonala.  Ezüstös testének oldalán vörös-arany csík húzódik a szájtól a kopoltyúfedőn keresztül a faroktőig. Hátúszóját is egy vörös folt díszíti.

## Életmódja
Mindenevő megeszi az ikrákat is. Akváriumi tartása esetén a növényzettel dúsan beültetett, lágy, savas vizű medencét igényli. 
Tartása hőigényes 24 C° a megfelelő és tenyésztéskor még nagyobb hőmérsékletet igényel.

## Szaporodása
A nőstény 200-300 ivadékot rak a növények közé. Megfelelő körülmények esetén akváriumban is szaporítható. Akváriumi tenyésztéséhez tenyésztőmedence ajánlatos, melyet tisztán és a infuzóriumoktól mentesen kell tartani. Az ikrák lerakása a növényzet sűrűjében lejátszódó nászjáték része. Az ívó halak közben az oldalukra, sőt néha a hátukra fekszenek. A nász megtörténte után a szülőket ki kell venni a tenyésztőmedencéből és lehetőleg sötétben kell tartani az ikrákat. Az ivadékok 24 óra múlva kibújnak és további 4 napra van szükségük ahhoz, hogy szabadon úszkáljanak. A fölnevelésük gondosságot követel meg, de nem kell hozzá különös szakértelem.

## Vörössávos pontylazac galéria

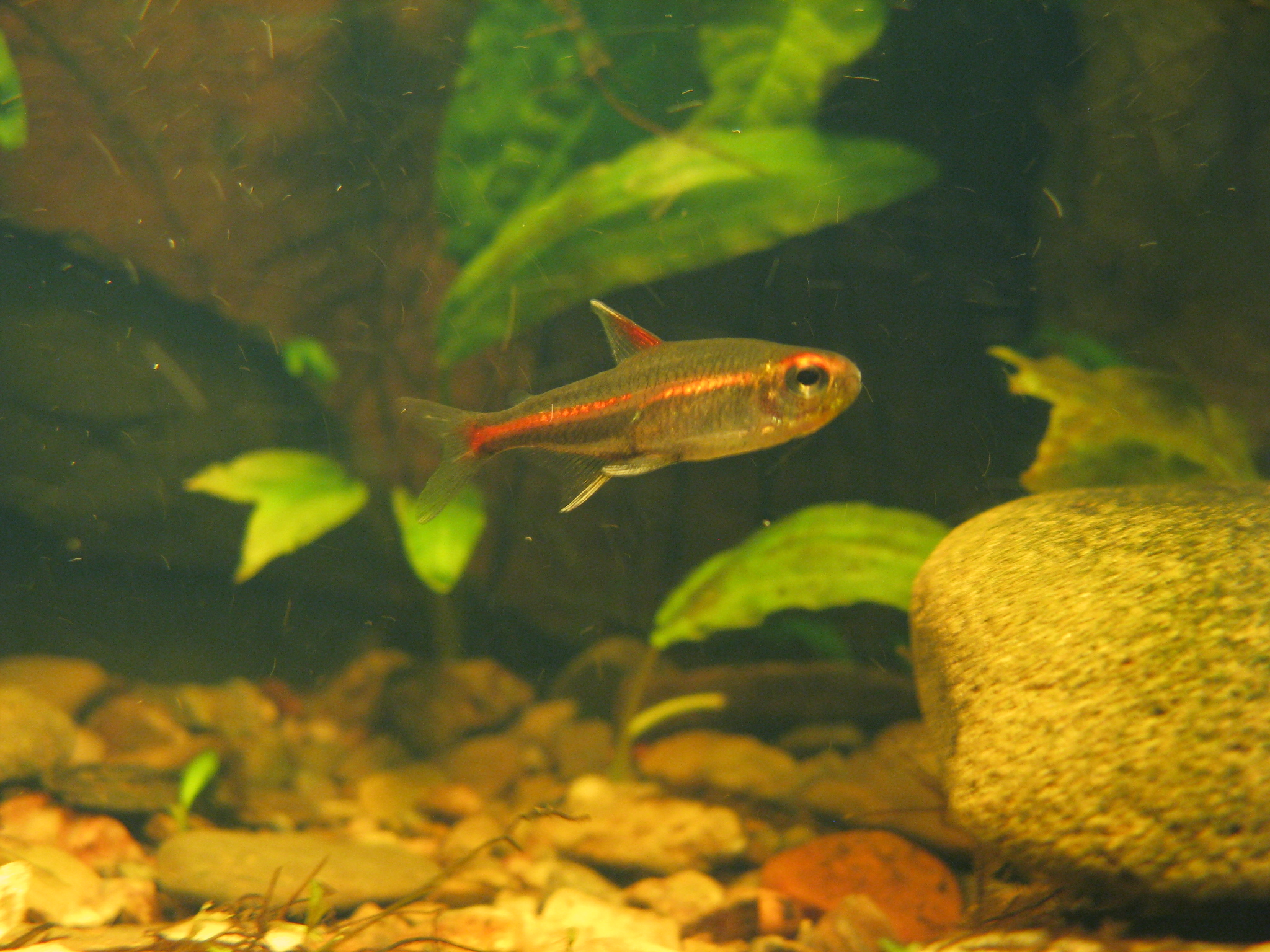
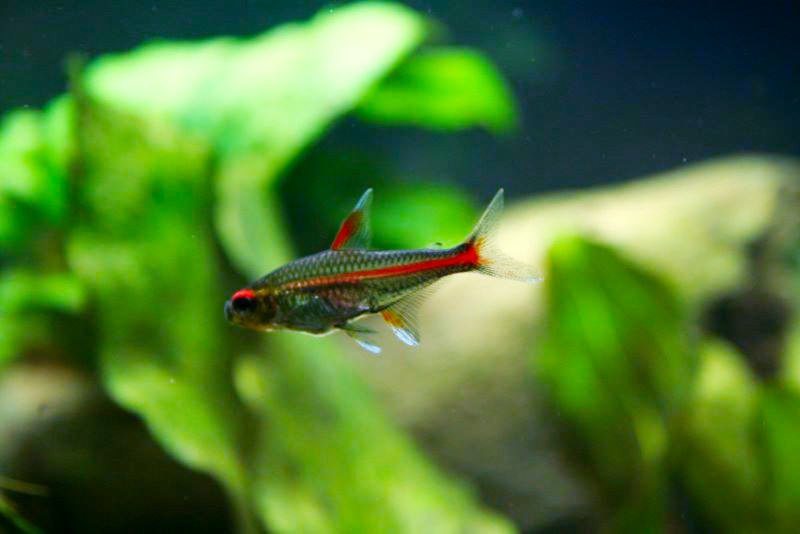
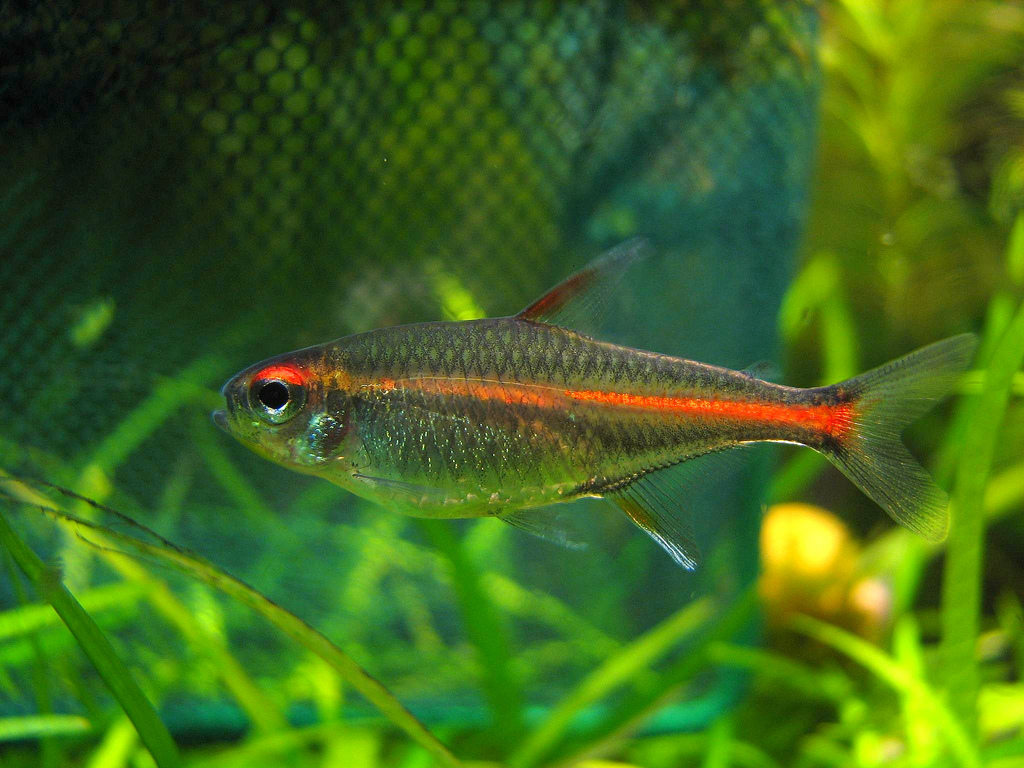